# P/2013 N5 (PANSTARRS)
P/2013 N5 (PANSTARRS) — одна з короткоперіодичних комет сім'ї Юпітера. Ця комета була відкрита 14 липня 2013 року; вона мала 21.4m на час відкриття.